# Rosta (Persia)
Rosta o Rustah (in persiano رسته) è stato il nome di un distretto di Isfahan, come viene ben attestato nelle fonti storiche classiche.
L'esploratore e geografo persiano Ibn Rusta nacque in questo distretto.